# Vlado Antolić
Vlado Antolić, hrvaški arhitekt in urbanist, * 4. junij 1903, Dežanovac, † 13. maj 1981, Zagreb. 

## Življenje in delo
Po končani gimnaziji v Bjelovaru je med leti 1922 do 1927 na dunajski Techniche Hochschule študiral arhitekturo. Na isti ustanovi je končal tudi seminar urbanizma. nato se je strokovno izpopolnjeval v Parizu. Od 1929 do 1931 je bil v Zagrebu zaposlen v gradbenem projektnem biroju, nato pa je do 1945 delal na zagrebškem oddelku za urbanizem. Leta 1946 je ustanovil Urbanistični inštitut Hrvaške. Tu je delal do 1953. Med leti 1953 do 1958 je bil urbanistični svetovalec burmanske vlade. Nato je kot urbanist sodeloval še z vladami Malezije (1959 do 1961) in Indonezije (1962 do 1965). Leta 1965 se je vrnil v domovino in upokojil. Kot upokojenec je bil še več let zunanji svetovalec pri različnih urbanističnih projektih. Za življenjsko delo mu je leta 1975 Socialistična republika Hrvaška podelila nagrado Vladimir Nazor.